# Moby-Dick
Pour les articles homonymes, voir Moby Dick (homonymie).
Moby-Dick (titre original en anglais : Moby-Dick; or, The Whale ; « Moby-Dick ; ou, le Cachalot ») est un roman de l'écrivain américain Herman Melville paru en 1851, dont le titre provient du surnom donné à un grand cachalot au centre de l'intrigue.
Il s'agit du récit à la première personne du marin Ismaël qui embarque sur le baleinier Pequod dont le capitaine Achab poursuit obsessionnellement Moby Dick, un cachalot blanc géant qui lui a arraché la jambe au cours d'un précédent voyage. Œuvre classée dans le mouvement de la renaissance américaine, Moby-Dick connait des critiques mitigées à sa sortie, est un échec commercial et est épuisé au moment de la mort de l'auteur en 1891. Sa réputation de Grand roman américain ne viendra que dans les années 1920.
Melville commence l'écriture du roman en février 1850 et le termine 18 mois plus tard, un an de plus que ce qu'il avait prévu. Il se base sur son expérience de simple marin de 1841 à 1844, notamment sur les baleiniers, et sur de nombreuses lectures de la littérature du même thème. L'histoire en elle-même lui est sans doute inspirée par la mésaventure du baleinier Essex, coulé par un cachalot noir en 1820, ainsi que par un cachalot blanc géant surnommé Mocha Dick et réputé impossible à attraper. Les descriptions détaillées et réalistes de la chasse à la baleine et de l'extraction de l'huile de baleine, ainsi que de la vie à bord d'un navire au sein d'un équipage culturellement diversifié, se mêlent à l'exploration des questions de classe et de statut social, du bien et du mal, et de l'existence de Dieu. Les influences littéraires du livre comprennent Shakespeare, Carlyle et la Bible. En plus de la prose narrative, Melville utilise des styles et des dispositifs littéraires allant des chansons, de la poésie et des catalogues aux mises en scène, soliloquies, et apartés shakespeariens. En août 1850, alors que le manuscrit est peut-être à moitié terminé, il rencontre Nathaniel Hawthorne et est profondément impressionné par Mousses d'un vieux presbytère (en), qu'il compare à Shakespeare dans ses ambitions cosmiques. Cette rencontre l'inspire peut-être à réviser et approfondir Moby-Dick, qu'il dédie à Hawthorne « en témoignage de mon admiration pour son génie ».
Le livre est publié pour la première fois (en trois volumes) sous le titre The Whale à Londres en octobre 1851, et sous son titre définitif Moby-Dick; or, The Whale dans une édition en un seul volume à New York en novembre de la même année. L'éditeur londonien Richard Bentley censure ou modifie certains passages sensibles et Melville apporte également des modifications, notamment un changement de dernière minute du titre de l'édition new-yorkaise. Le cachalot apparaît cependant dans le texte des deux éditions sous le nom de « Moby Dick », sans le trait d'union. Les critiques britanniques sont majoritairement enthousiastes, bien que certains objectent que l'histoire semble être racontée par un narrateur ayant péri avec le navire, car l'édition britannique ne bénéficie pas de l'épilogue racontant la survie d'Ismaël. Les critiques américains sont bien plus hostiles.

## Origines du roman

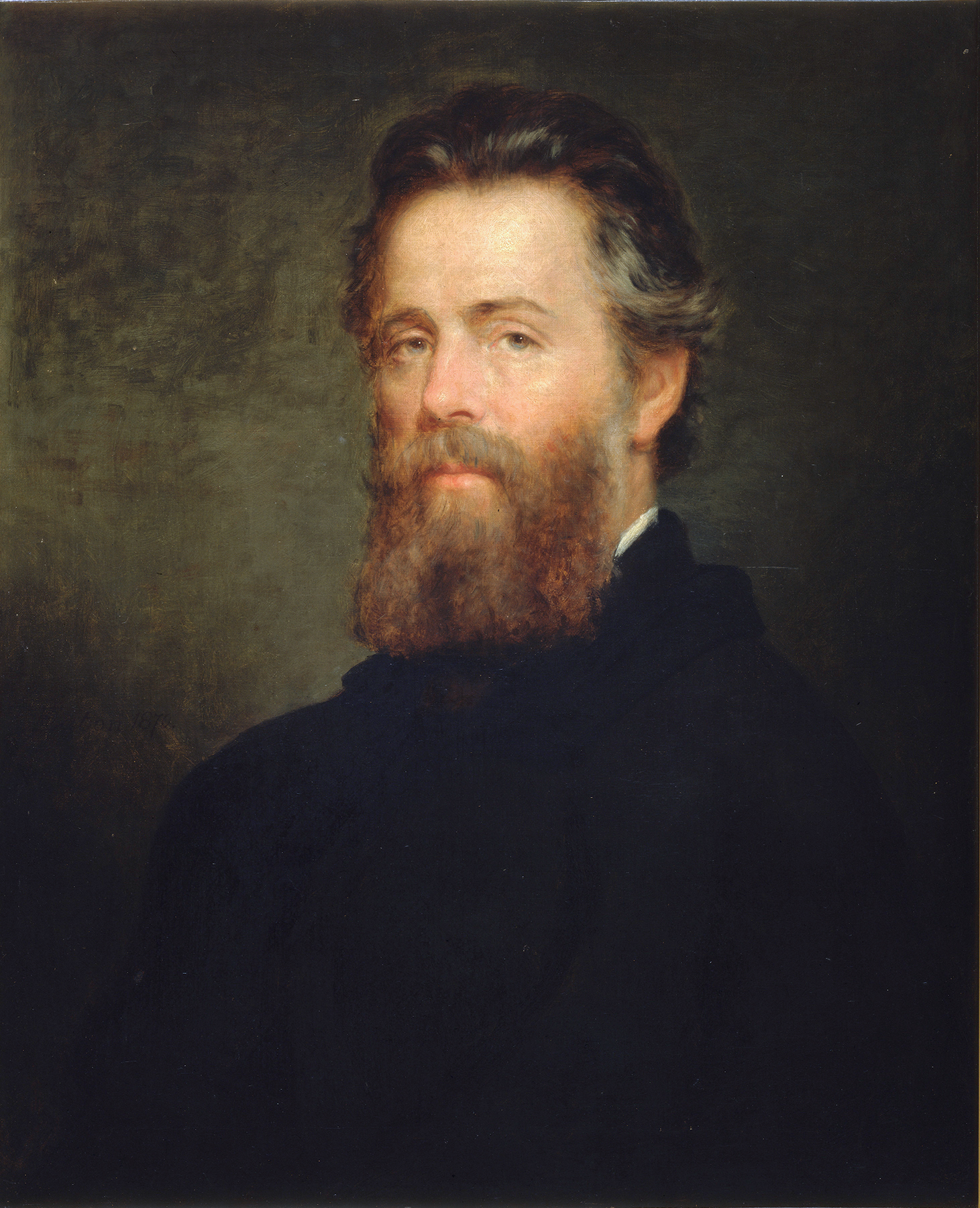
Herman Melville.

Melville, qui fut lui aussi marin, et notamment baleinier de 1840 à 1842, comme la plupart des héros de ses romans, s'est inspiré de faits réels :
- Les cachalots poursuivis portaient souvent un nom, Melville en cite quatre au chapitre 45 : Don Miguel du Chili, Morquan du Japon, Jack de Nouvelle-Zélande (qu'il nomme Tom quelques lignes plus loin), Tom Timor.
- Le naufrage du baleinier Essex, qui sombra en 1820, après avoir été éperonné par un grand cachalot, 3 700 km au large des côtes de l'Amérique du Sud. L'un des marins survivants, Owen Chase, consigna cette aventure dans un livre qui parut en 1821. Herman Melville, qui a découvert le récit de ce naufrage en 1841 à l'occasion de sa rencontre avec le fils d'Owen Chase, s'en est inspiré pour l'écriture de son roman Moby Dick, paru en 1851.
- L'existence d'une baleine blanche, dans les années 1830, souvent aperçue à proximité de l'île chilienne de Mocha. Criblée de harpons, Mocha Dick attaquait régulièrement les baleiniers. Mais contrairement au drame de l'Essex, aucune allusion dans le roman ni dans la correspondance de l'auteur n'authentifie cette référence, malgré l'essai de J. N. Reynolds intitulé Mocha Dick, ou la baleine blanche du Pacifique (1838).

La rédaction du livre fut entamée en 1850. Le roman fut d'abord publié à Londres en octobre 1851 sous le titre The Whale (Le Cachalot) — cette édition était incomplète et le titre n'était pas celui voulu par Melville. C'est peu de temps après, lors de sa parution américaine, en novembre de la même année, que l'ouvrage prit le nom de Moby-Dick; or, The Whale (Moby-Dick ou le Cachalot).

## Influences
Melville a été influencé par plusieurs écrivains romantiques (Walter Scott, Washington Irving, Lord Byron, Mary Shelley) dans sa jeunesse. Il souhaitait les imiter dans un livre qui soit captivant et vivant, à la fois sur les plans de l'émotion et de la poésie.
Moby-Dick est paru à un moment crucial de la littérature américaine. En 1850, Nathaniel Hawthorne publiait La Lettre écarlate. Melville et Hawthorne s'étaient liés d'amitié pendant la période d'écriture de Moby Dick. Melville lui dédiera d'ailleurs son célèbre roman. L'écrivain Stéphane Lambert a relaté l'histoire de cette amitié et de son influence sur le chef-d’œuvre de Melville dans son livre Fraternelle Mélancolie. En 1852, Harriet Beecher Stowe publia La Case de l'oncle Tom.

## Résumé
Attiré par la mer et le large, Ismaël, le narrateur, décide de partir à la chasse à la baleine. Il embarque sur le Pequod, baleinier commandé par le capitaine Achab, avec son nouvel ami Queequeg. Ismaël se rend vite compte que le bateau ne chasse pas uniquement pour alimenter le marché de la baleine. Achab recherche Moby Dick, un cachalot blanc particulièrement féroce et d'une taille impressionnante, qui lui a arraché une jambe par le passé. Achab emmène son équipage dans un voyage autour du monde à la poursuite du cachalot dont il a juré de se venger. Le Péquod finira par sombrer au large des îles Gilbert en laissant Ismaël seul survivant, flottant sur un cercueil.
Le roman est loin de se réduire à son aspect fictionnel : de nombreux chapitres sont consacrés à décrire minutieusement la technique de la chasse à la baleine ainsi qu'à s'interroger sur la nature (réelle ou symbolique) des cétacés, et peuvent se lire comme une seconde traque, spéculative et métaphysique.
Dans Moby-Dick, Melville emploie un langage stylisé, symbolique et métaphorique pour explorer de nombreux thèmes complexes qu'il estime universels. À travers le voyage de son personnage principal, les concepts de classe et de statut social, du Bien et du Mal, et de l'existence de Dieu sont tous aussi bien explorés que les interrogations d'Ismaël sur ses convictions et sa place dans l'univers.
Ce livre est souvent considéré comme l'emblème du romantisme américain. Bien que sa première édition n'ait pas soulevé l'enthousiasme de la critique, Moby-Dick est aujourd'hui considéré comme l'un des plus importants romans de langue anglaise. En 1954, dans Ten Novels and Their Authors, l'écrivain britannique William Somerset Maugham a classé Moby Dick parmi les dix plus grands romans.

## Thèmes principaux

### Le symbolisme

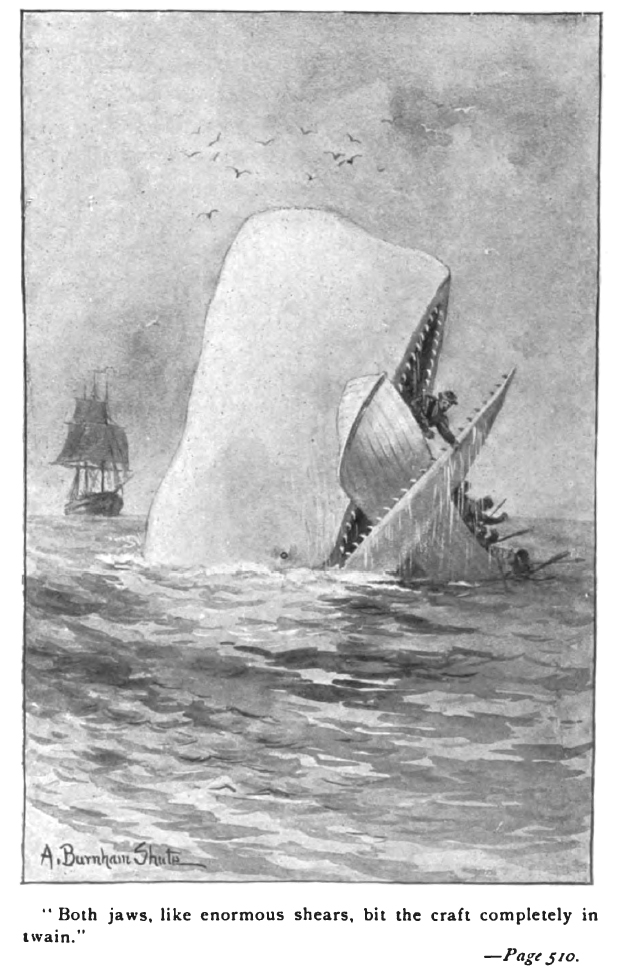
Illustration de Moby-Dick.

Dans Moby-Dick, le symbolisme est très présent. Melville s'est inspiré de la Bible pour créer ses personnages principaux.
- le capitaine Achab ou Ahab. Référence à Achab, roi d'Israël qualifié d'« impie » par la Bible du fait de son mariage avec Jézabel et de l'édification du temple de Baal qu'il a fait construire pour elle. Dans le roman, il est le protagoniste, devenu le capitaine tyrannique du Pequod.
- Ismaël, le narrateur : référence à Ismaël, le premier fils d'Abraham et de sa servante Agar. Selon la Bible, il sera celui contre qui tous les peuples se seront dressés et qui se sera dressé contre tous. Il sera ainsi rejeté parmi tous les hommes : dans Moby Dick, le personnage fuit la société humaine.
- Elijah : nom en anglais du prophète biblique Élie, et adversaire de la reine Jézabel, épouse du roi Achab.
- Moby Dick, le cachalot blanc.
- la couleur du cachalot : Moby Dick est blanc (référence première au cachalot Mocha Dick, mais aussi couleur de pureté et d'innocence).

Sur un plan métaphorique, la lutte entre Achab et Moby Dick symbolise celle du Bien contre le Mal. Or, les rapports peuvent s'inverser selon le point de vue soit du capitaine soit du cachalot. Le capitaine Achab est obsédé par Moby Dick non seulement pour la renommée qu'il pourrait en tirer, mais aussi parce qu'il souhaite se venger de l'animal. Ainsi, l'orgueil du capitaine, à qui Moby Dick arracha la jambe, et sa quête de vengeance le mèneront à sa perte. C'est donc, métaphoriquement parlant, non seulement la lutte entre le Bien et le Mal, mais aussi la condamnation de l'orgueil et de la vengeance. Finalement, à force d'inverser les rapports, le récit est teinté de gris. En effet, Achab apparaît rapidement comme un capitaine capable, source d'un immense respect de la part de son équipage. Il est presque question d'un homme qui n'a jamais mis pied à terre, qui a mené de nombreuses chasses sur toutes les mers du globe. Pour autant, Achab dévoile très rapidement à son équipage son unique motivation : la mise à mort de ses propres mains du cachalot blanc. Tous le suivent, fascinés par l'horreur que leur évoque la bête. Tout au long du récit, le capitaine se décompose physiquement, consumé par le désir de vengeance. Ismaël se rend compte peu à peu de la folie de l'entreprise car elle est gouvernée par un homme fou, et l'on se prend à croire que le réel danger est à bord. On prête à la baleine les traits d'Achab, elle vit exclusivement à travers sa haine, jusqu'à sa rencontre où toute cette violence corrosive éclate enfin. C'est la référence chez Melville au Léviathan biblique, véritable monstre aquatique. Or, décrit par périphrase dans l'Ancien Testament, le Léviathan n'y représente pas le cachalot, mais le redoutable crocodile du Nil. Il n'attaque pas l'homme pour se défendre d'une agression, mais bien pour l'engloutir.

### La chasse à la baleine

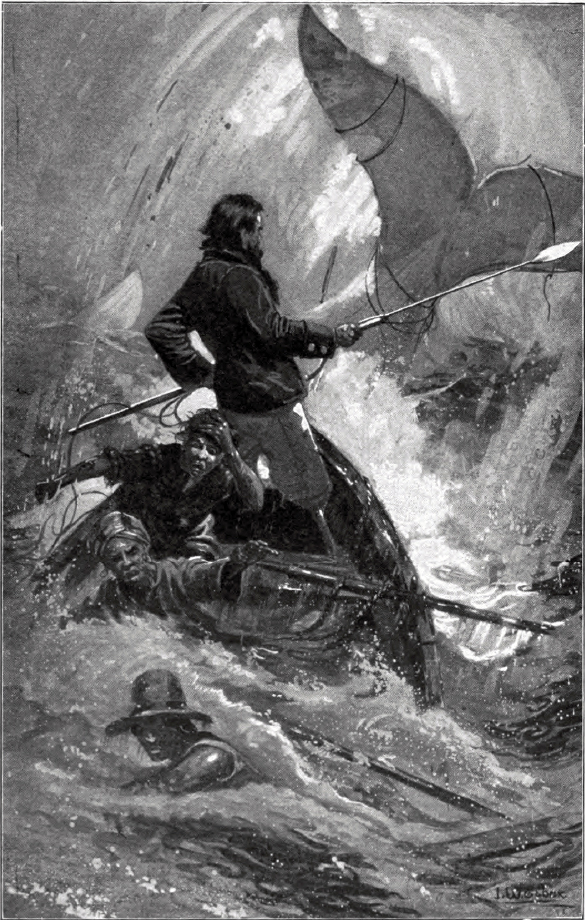
La lutte finale.

Le récit se déroule dans les années 1840. La chasse à la baleine est alors proche de son âge d'or. Les réserves de baleines sont déjà exploitées par les baleiniers hollandais depuis plusieurs décennies au large des côtes européennes, mais elles sont encore abondantes près du continent américain. C'est sur la côte Nord-Est américaine que la pêche à la baleine prend son essor, notamment sur l'île de Nantucket au large du Cap Cod. Les Nantuckais, population autochtone de ce banc de sable jeté en mer, ont une culture traditionnellement liée aux cétacés croisant alentour. Depuis le XVIe siècle, les baleines échouées étaient équarries et la précieuse huile extraite directement sur la plage. Reconnaissant le potentiel économique de cette ressource très prisée, les armateurs décidèrent d'aller s'approvisionner directement en mer. À l'époque, l'huile de baleine n'avait pas d'équivalent pour l'éclairage ou la lubrification des machines. Jusqu'à la première exploitation du pétrole en 1859 en Pennsylvanie, le commerce d'huile de cachalot, qui était de loin supérieure à celles que l'on extrayait des autres cétacés, fut incroyablement rentable. La nation en construction s'est alors enrichie sur le compte de la Couronne qui fut son principal client et ces profits ont permis, dans une certaine mesure, à la Nouvelle-Angleterre de s'insurger contre la Grande-Bretagne à partir de 1776 mais aussi d'entamer quelque temps plus tard sa révolution industrielle.[réf. nécessaire]
Parallèlement, l'intensification de la chasse au large du Massachusetts et de la côte est en général a forcé les baleiniers à repousser les limites de leurs expéditions toujours plus loin pour remplir leurs cales d'huile. D'une durée de quelques jours, les expéditions ont fini par durer des mois, puis des années (en moyenne 3 ans). On retrouve dans la chasse à la baleine le goût de la conquête et de l'exploration, de la liberté d'entreprise qui a fait l'Amérique. La conquête des États-Unis a commencé par la conquête des océans et notamment celui du Pacifique, que l'on connaissait plutôt sur fond de rumeurs et de légendes que par des cartes maritimes bien détaillées. La conquête de l'Ouest, amorcée au début du XIXe siècle, a été en grande partie financée par le commerce de spermaceti. La présence des baleiniers américains dans toutes les mers du monde a été le premier témoignage de la montée en puissance de l'économie américaine, bien avant qu'elle ne devienne un géant politique. Les baleiniers s'étaient équipés de fours en briques dès les années 1800 et étaient devenus de véritables usines en mer, toute la chaîne de production d'huile se faisant à bord : dépeçage, traitement par cuisson et tonnelage. Les baleiniers transformaient en plein océan leur proie en produit fini, prêt à la vente. La baleine morte était pelée comme une orange à l'aide d'un crochet planté dans l'animal et relié au mât principal, celui-ci permettant de la faire rouler sur elle-même et de dérouler l'épaisse couche de graisse de 15 cm d'épaisseur qui l'enveloppait. Les couvertures de graisse étaient ensuite brûlées dans les fours du navire pour en extraire l'huile. Le feu était alimenté par la chair grillée de la baleine, ainsi le cétacé brûlait sur un bûcher alimenté par son propre corps.
L'activité a aussi connu ses lettres de noblesse, les monarques d'Europe du Nord (Angleterre, Islande…) financent et équipent de nombreux baleiniers afin de ramener du précieux spermaceti pour la production de bougies, savons et autres cosmétiques, de l'ambre gris pour la parfumerie ou encore des os de cachalot dans lesquels sont taillés des objets dont raffole l'aristocratie (cannes, manches et baleines pour ombrelles…). La baleine et, surtout, le cachalot sont considérés comme des poissons royaux.
À l'époque, la question de préservation des espèces ne se pose pas. Dans Moby-Dick, Melville pose déjà la question des conséquences que pourrait avoir la pêche intensive sur la population des cétacés, avançant la comparaison de la surpêche supposée de la baleine avec les grandes battues au bison organisées dans les plaines de l'Ouest américain, mais rejette fermement toute possibilité d'un épuisement de l'espèce, en s'appuyant sur l'idée de vastitude des mers et l'idée que les baleines pourraient se réfugier aux pôles comme en un sanctuaire. À l'époque, rares étaient les voix à s'élever pour dénoncer l'impact d'une telle entreprise sur la pérennité de l'espèce.

## Les personnages
Les 30 membres de l'équipage du Pequod, le nombre d'États des États-Unis d'Amérique lors de l'écriture du roman, apparaissent comme autant de peintures détaillées de types et de comportements humains archétypaux ; les critiques ont pu décrire ces personnages du baleinier comme un univers clos et autonome. En effet la chasse à la baleine, au début du XIXe siècle, attirait des hommes de tous les continents et de toutes les classes sociales. Certains venaient y chercher la possibilité de fuir une condamnation et ainsi de se faire oublier pendant quelques années, d'autres recherchaient l'aventure et l'introspection, ou encore comme Melville lui-même n'avaient tout simplement rien qui les retenait à terre.
Ainsi, l'équipage du Pequod reflète cette infinie variété d'origines et de destins, de langages et d'idées à laquelle Melville a eu le plaisir de se confronter. L'industrie de la chasse à la baleine était devenue complètement déshumanisée, plusieurs centaines de bateaux étant envoyés par-delà les mers pour répondre aux besoins toujours croissants d'une population en pleine explosion démographique. Les matelots qui s'engageaient à bord revenaient souvent à terre avec des dettes contractées au cours du voyage ou au mieux avec quelques sous en poche. Et pourtant, malgré la dégradation des conditions humaines, toujours plus de gens affluaient dans les ports pour pouvoir s'embarquer sur un baleinier. L'aventure de la chasse à la baleine était avant tout une aventure humaine.

### Personnages principaux
- Achab (Ahab dans le texte original), protagoniste et tyrannique capitaine du Péquod. Il est cruel, grand et courageux. Il s’est fait arracher la jambe par Moby Dick et, depuis lors, ne vit que pour le tuer. Il va entraîner son équipage au péril de leurs vies.
- Ismaël (parfois Ishmael) : unique narrateur du livre, qui commence et finit avec lui. Son nom, tiré de la Bible, symbolise l'orphelin, l'exilé et le marginal qui souhaite fuir la société où il se sent aliéné. Il semble être le témoin silencieux, voix du récit, il n'a aucun contact avec le capitaine Achab. Il participe cependant aux travaux réalisés à bord, occupe différents postes mais toute l'aventure semble se dérouler sans lui une fois monté à bord du Pequod.
- Moby Dick : le cachalot blanc, invincible cétacé solitaire.

### Les officiers
- Starbuck est très courageux. Il est le seul à oser s'opposer au capitaine. Il est nantuckais et il n'a pas plus de trente ans.
- Stubb est nonchalant, ni couard, ni vaillant, très calme.
- Flask est un jeune homme rougeaud, court et fort.

### Les harponneurs

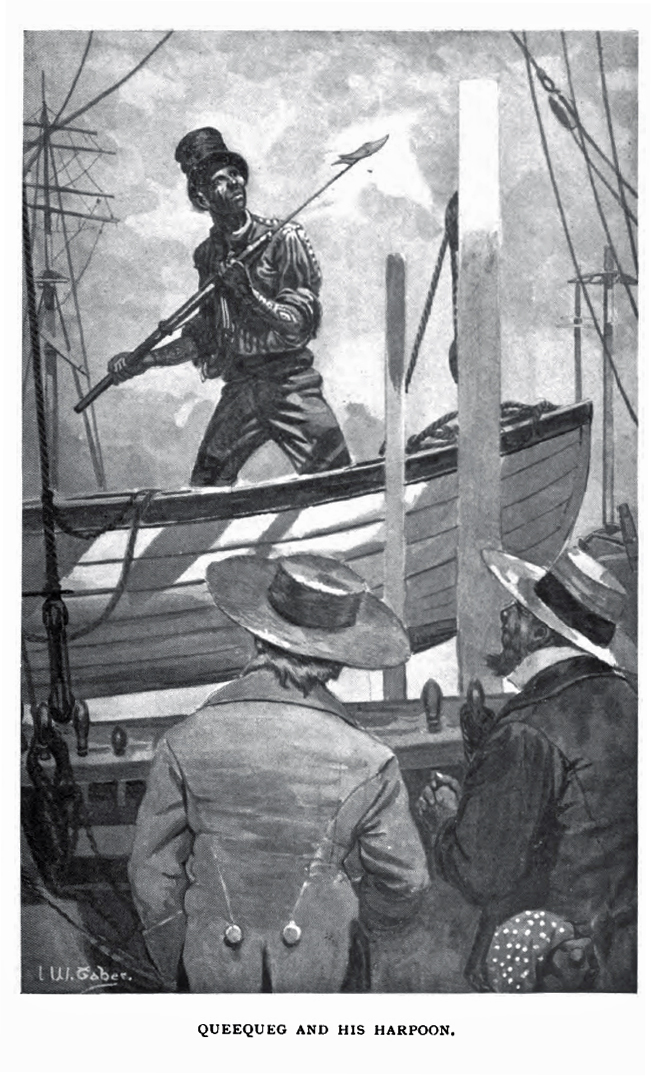
Queequeg.

- Queequeg est un cannibale tatoué originaire d'une île du Pacifique Sud et le fidèle ami d'Ismaël (lors d'un « mariage version Queequeg », ils deviennent amis jusqu'à mourir pour sauver la vie de l'autre). Il est le harponneur de Starbuck.
- Tashtego est un Indien wampanoag. Il est le harponneur de Stubb.
- Daggoo est un Africain à la carrure gigantesque (presque deux mètres). Il est le harponneur de Flask.
- Fedallah est un Persan zoroastrien. Sa présence était (au début du livre) inconnue des autres marins. Seul le capitaine du bateau, dont il est le harponneur, savait qu'il était à bord. Il est apparu devant les autres lors de la première chasse à la baleine.

### Autres personnages
- Pip est un jeune garçon de cabine noir, intelligent et musicien. Après une chute dans l'eau où il manque d’être abandonné par ses camarades, il perd la raison. Son nom de Pip vient de son surnom : « Pépin ».
- Gabriel est le meilleur, jeune homme fou, appelé « le pantin », se croyant le prophète des Shakers et ayant embarqué sur le Jéroboam.
- Bulkington est un marin discret et le compagnon de bord d'Ismaël.
- Peleg est propriétaire et armateur du Péquod.
- Bildad est propriétaire et armateur du Péquod, il se montre relativement avare envers Ismaël lors de son engagement.
- Peter Coffin est le propriétaire de l'auberge Au souffle de la baleine à New Bedford.
- Mme Hussey est la femme d'Osée Hussey, propriétaire de l'auberge le Tâtes-pots à Nantucket.
- Osée Hussey est le cousin de Peter Coffin et le propriétaire de l'auberge le Tâtes-pots à Nantucket, il n'est que mentionné.
- Capitaine Boomer est le capitaine du Samuel-Enderby, il a aussi été blessé par Moby Dick, mais au bras. Il est anglais. Il apparaît comme une antithèse d'Achab : contrairement à lui, il ne cède pas au désir de vengeance.
- Jack Bunger est chirurgien à bord du Samuel-Enderby, il est aussi prêtre, c'est lui qui amputa le capitaine Boomer.
- Derick de Deer est capitaine du navire Jungfrau[6].
- Le capitaine du Rachel a perdu plusieurs marins, dont son fils, en affrontant Moby Dick. Dans l'épilogue, il repêchera Ismaël.

## Accueil par les critiques
Alors que Melville considérait Moby Dick comme son chef-d’œuvre, celui-ci fut presque ignoré par la critique littéraire, lors de sa publication. Ce n'est que plus tard, en particulier lors de la célébration du centenaire de la naissance d'Herman Melville, que Moby Dick fut reconnu comme un des monuments de la littérature américaine.
Pendant longtemps, la critique a pensé que le cachalot blanc n'existait que dans l'imagination de l'auteur. Le 21 août 1952, l'Anglo-Norse, navire-usine baleinier, capturait un cachalot de 55 tonnes de couleur blanche, dont la mâchoire était recourbée en faucille.

## Éditions en français

### Traductions intégrales
Il existe six versions de la traduction intégrale de Moby-Dick en français :
- 1941 : traduction de Lucien Jacques, Joan Smith et Jean Giono, Gallimard. Cette version est la plus répandue.[réf. nécessaire]
- 1954 : traduction d'Armel Guerne, Éditions du Sagittaire ; rééd. Club Français du Livre en 1955 (tirage limité à 5000 ex.) et 1964 (tirage limité à 7500 ex.), 962 p. Rééditions : Pocket en 1981, 1987, 1999 ; Phébus en 2005 ; Libretto en 2007, 2011.
- 1966 : traduction de Marie-Laure Mouchard, Éditions de l'Érable, Paris. Illustrations de Claude Selva.
- 1967 : Moby Dick (trad. de l'anglais par Georges Saint-Marnier), Kapellen, Walter Beckers Éditeur, coll. « Collection du XXe siècle » (1re éd. 1852) (ASIN B01FWOGZRU)2 volumes
- 1970 : traduction de Henriette Guex-Rolle, Garnier-Flammarion, chronologie et préface par Robert Silhol, collection GF, no 236. Réédition, traduction introduction, notes, glossaire, chronologie et bibliographie par la traductrice, illus. bois originaux par Hélène Abplanalp, Édito-Service, Genève, collection Les Classiques Immortels, 560 p, 1970 ; rééd. cercle du bibliophile, collection Les livres qui ont fait le monde, 1970 ; rééd., introduction, bibliographie et chronologie par Jeanne-Marie Santraud, coll. « GF », no 546, Flammarion, 1989, 1998, 2012.
- 2006 : traduction de Philippe Jaworski, Bibliothèque de la Pléiade, Gallimard. Rééd. avec illustrations de Rockwell Kent, « Quarto », Gallimard, 2018.

Selon ces six versions, les deux premières phrases du roman, « Call me Ishmael. Some years ago — never mind how long precisely — having little or no money in my purse, and nothing particular to interest me on shore, I thought I would sail about a little and see the watery part of the world. », sont traduites comme suit :
- Lucien Jacques, Joan Smith et Jean Giono : « Je m'appelle Ishmaël. Mettons. Il y a quelques années, sans préciser davantage, n'ayant plus d'argent ou presque et rien de particulier à faire à terre, l'envie me prit de naviguer encore un peu et de revoir le monde de l'eau. »
- Armel Guerne : « Appelons-moi Ismahel. Il y a quelque temps — le nombre exact des années n'a aucune importance —, n'ayant que peu ou point d'argent en poche, et rien qui me retînt spécialement à terre, l'idée me vint et l'envie me prit de naviguer quelque peu et de m'en aller visitant les étendues marines de ce monde. »
- Marie-Laure Mouchard : « Appelez-moi Ismaël, si vous voulez. Il y a quelques années, — à quoi bon préciser davantage ? — n'ayant plus d'argent en poche, ou si peu, et rien à faire à terre, je décidai de naviguer encore et de revoir les grands espaces liquides du globe. »
- Georges Saint-Marnier : « Appelez-moi Ismaël. Il y a quelques années de cela — peu importe le nombre exact — ayant peu ou prou d'argent en poche, et rien ne me retenant à terre, je décidai de naviguer un peu pour voir l'étendue océanique du globe »[8].
- Henriette Guex-Rolle : « Appelez-moi Ismaël. Voici quelques années — peu importe combien — le porte-monnaie vide ou presque, rien ne me retenant à terre, je songeai à naviguer un peu et à voir l'étendue liquide du globe. »
- Philippe Jaworski : « Appelez-moi Ismaël. Il y a quelques années de cela — peu importe combien exactement — comme j'avais la bourse vide, ou presque, et que rien d'intéressant ne me retenait à terre, l'idée me vint de naviguer un peu et de revoir le monde marin. »

### Traductions partielles et adaptations littéraires
- Adaptation par Marguerite Gay, Le Cachalot blanc, collection « Aurore pour la jeunesse », librairie Gedalge, 1928 ; réédité sous le titre Moby Dick en 1942. Cette adaptation du roman de Melville en est une réduction, le nombre de chapitres (hors épilogue) étant ramené de 135 à 31.
- Une traduction complète en français entreprise par Théo Varlet a probablement été achevée[9]. Elle n’aurait pas été publiée, mis à part un extrait, Une nuit à l'Hôtel de la Baleine, qui a donné lieu à une prépublication dans Le Crapouillot, septembre 1931, p. 21-35, qui annonce une parution prochaine aux Éditions du Bélier[10].
- Une adaptation en français de 192 pages de Jacques Marcireau à l’attention du jeune public, sous le titre Moby Dick, publié aux éditions Magnard en février 1956.

## Adaptations

### Cinématographiques
- 1926 : Jim le harponneur (The Sea Beast), film muet de 1h40 réalisé par Millard Webb, dans lequel John Barrymore interprète un Achab héroïque entouré d'une fiancée et d'un frère diabolique[11]. La critique du film en France fait l'objet de procès concernant le droit de critique.
- 1930 : Moby Dick de Lloyd Bacon. John Barrymore réendosse le rôle de Achab. Dans cette version parlante de 80 minutes, le capitaine du Pequod finit par tuer la baleine et rentre chez lui retrouver la femme qu'il aime (jouée par Joan Bennett. À noter que la Warner Bros. produit simultanément une version germanophone, Damon des Meeres, réalisée par Michael Curtiz, avec William Dieterle dans le rôle d'Achab[12].
- 1956 : Moby Dick, la version la plus connue. Réalisée par John Huston sur un scénario de l'écrivain Ray Bradbury, on y voit Gregory Peck dans le rôle du capitaine Achab et Orson Welles dans le second rôle de Mapple[13]. Cinq années de préparation furent nécessaires avant de porter ce film à l'écran.
- 1965 : Aux postes de combat (The Bedford incident) de James B. Harris avec Richard Widmark et Sidney Poitier. Adaptation libre inspirée d'un roman de Mark Rascovich (lui-même inspiré de Moby Dick), le film retrace l'histoire d'un sous-marin soviétique (Moby Dick) poursuivi par un navire de l'US Navy.
- 1978 : Moby Dick de Paul Stanley[14], dans lequel l'acteur Jack Aranson interprète plusieurs rôles : Achab, Starbuck, Ishmael et Mapple.
- 2003 et 2007 : Philippe Ramos fait une adaptation du roman dans un court métrage (2003) puis un long métrage (2007) Capitaine Achab.
- 2010 : 2010: Moby Dick. Cette adaptation, bien que reprenant l'intrigue de la chasse à la baleine par un Achab ivre de vengeance, est transposée dans un contexte moderne (le Pequod devient un sous-marin ultra-moderne) et laisse de côté la partie philosophique du roman ainsi que quelques autres éléments (Ishmael est remplacé par une biologiste, Michelle Herman).
- 2011 : Age of the Dragons de Ryan Little, avec Danny Glover dans le rôle d'Achab. L'action se situe dans un Moyen Âge fictif, Moby Dick étant remplacé par un grand dragon blanc, le Pequod étant un bateau sur roue et Ishmael, un harponneur de dragon.
- 2015 : Au cœur de l'océan réalisé par Ron Howard, adaptation cinématographique du livre homonyme de Nathaniel Philbrick, qui narre le naufrage du baleinier Essex en 1820, histoire qui a inspiré Herman Melville pour son roman Moby Dick.

### Théâtre de marionnettes
- 2020 : Moby Dick , compagnie Plexus Polaire, mise en scène Yngvild Aspeli.

### Télévision
- 1964 : Le Fantôme de Moby Dick (The Ghost of Moby Dick), 14e épisode de la série télévisée Voyage au fond des mers.
- 1998 : Moby Dick, mini-série en 3 épisodes. Le réalisateur est Franc Roddam et le producteur exécutif est Francis Ford Coppola. Patrick Stewart joue le rôle d'Achab succédant à Gregory Peck, lequel reprend le rôle de Mapple joué par Orson Welles. Cette prestation vaudra à Gregory Peck le Golden Globe Award du meilleur second rôle dans un téléfilm en 1999[15].
- 2010 : Moby Dick, téléfilm austro-allemand de 120 minutes, réalisé par Mike Barker, avec William Hurt dans le rôle du capitaine Achab.

### Dessins animés
- 1964 : Mr. Magoo's Moby Dick, épisode de la série d'animation The Famous Adventures of Mister Magoo.
- 1967 : Les Aventures de Moby Dick, série télévisée d'animation américaine de 18 épisodes de 7 minutes, produite par Hanna-Barbera productions.
- 1984 : Le Secret de Moby Dick (Samson og Sally) ou Samson et Sally au Canada, est un film d'animation danois réalisé par Jannik Hastrup, sorti en octobre 1984 au Danemark.
- 1997 : Hakugei Densetsu, série télévisée d'animation japonaise de 26 épisodes de 23 minutes, dirigée par Ozamu Dezaki et produite par Studio Junio (Ep. 1-18) et Annapuru (Ep. 19-26)
- 2005 : Moby Dick et le Secret de Mu, série télévisée d'animation franco-luxembourgeois de 26 épisodes de 27 minutes, produite par LuxAnimation, Carrere Group et TF1. Série créée par Éric-Paul Marais (textes) et Philippe Duchêne (dessins).

### Adaptation en bande dessinée
- 1983 : Moby Dick, par Paul Gillon (dessin) et Jean Ollivier aux éditions Hachette.
- 1998 : Moby Dick, scénario et dessin de Will Eisner.
- 2002 : Leviatan, troisième album de la série Lorna, scénario et dessin d'Alfonso Azpiri, aux éditions Albin Michel. Version assez lointaine, futuriste et sexy/sexiste de l'histoire originale.
- 2005 : Moby Dick, scénario de Jean-Pierre Pécau, dessin de Željko Pahek[16]. C'est une transposition futuriste du roman de Melville. Série en deux tomes parus en 2005 aux éditions Delcourt.
- 2007 : Moby Dick, scénario de Jean Rouaud, dessin de Denis Deprez aux éditions Casterman. Jean Rouaud fait du capitaine Achab une sorte de Don Quichotte des mers animé par sa quête obsessionnelle.
- 2007 - 2011 : Achab, série en 4 tomes de Patrick Mallet (scénario et dessin) aux éditions Milan puis Glénat. Elle raconte l'enfance du futur capitaine du Pequod.
- 2014 : Moby Dick, une adaptation en bande dessinée du roman publiée par Christophe Chabouté aux éditions Vents d'Ouest. Il s'agit d'une bande dessinée en noir et blanc en deux parties.
- 2014 : Moby Dick, par Pierre Alary (dessin) et Olivier Jouvray (scénario) aux éditions Soleil dans la collection Noctambule.
- En 2010, Emoji Dick, traduction en emoji. Réalisé par huit cents personnes via le Turc mécanique d'Amazon, compilé par Fred Benenson, puis imprimé par financement communautaire.

### Adaptations en théâtre et musique
- Moby Dick, cantate de Bernard Herrmann, 1936-1938[17].
- Orson Welles a écrit et monté en 1955 un Moby Dick Rehearsed (Moby Dick en répétition) à Londres. Des acteurs sont engagés par un metteur en scène tyrannique pour répéter le Roi Lear de Shakespeare. Le tyran arrive, il change de projet, ayant décidé de monter Moby Dick. Les acteurs, bon gré mal gré, vont répéter sans décor ni costumes. Wells joue à la fois le metteur en scène, Achab et le sermon du père Mapple.
- Un opéra Moby-Dick de Jake Heggie créé à l'opéra de Dallas.
- Le groupe américain de metal Mastodon sort en 2004 l'album-concept Leviathan centré sur la créature Moby Dick.
- Le groupe allemand de doom metal Ahab sort en 2006 l'album-concept The Call Of The Wretched Sea centré sur la créature Moby Dick.
- Moby Dick est le titre d'un morceau instrumental du groupe anglais Led Zeppelin paru en 1969 sur l'album Led Zeppelin II.
- Demain, Moby Dick de Marie Laforêt, chanson qui fait référence au « cachalot blanc » mais sans jamais le nommer malgré le titre.
- Moby Dick, de Nino Ferrer, 1973.
- Moby Dick, pièce de théâtre : texte adapté par Bryan Perro et Dominic Champagne, mise en scène Dominic Champagne. 2015.
- Moby Dick, concert-fiction d'après le roman de Herman Melville, adaptation libre de Stéphane Michaka, composition de Fabien Waksman, représentation publique au studio 104 de Radio France, le 5 octobre 2019, retransmis le 27 octobre 2019[18]. Cette version est parue en livre-disque chez Gallimard Jeunesse[19].
- The Outcast (2009-2011), de la compositrice autrichienne Olga Neuwirth (1968). The Outcast revisite Moby Dick (1851) en abordant ce récit fondateur sous l’angle inattendu de la crise globale et multiforme, politique, sociale et environnementale, qui affecte notre monde contemporain. Mêlant théâtre, musique et séquences vidéo, transcendant les frontières du genre, une « musicstallation-theater », comme le qualifie Neuwirth, cet opéra fut créé en 2012 à l’Opéra de Mannheim. Il est présenté pour la première fois sur une scène française le 26 septembre 2022, à la Philharmonie de Paris[20].

### Adaptations en disque pour la jeunesse
- Moby Dick, par François Périer, Jean Davy, Trio d'ondes de Paris. 1956.
- Moby Dick, livre-CD coédité par les Éditions Radio France et Gallimard Jeunesse, illustré par Juliaon Roels[21].